# 桑通日方言
桑通日方言（桑通日方言：saintonjhais）是普瓦图-桑通日语的一种方言，于历史上的桑通日、欧尼斯和昂古莱姆行省使用，这些地区今属于夏朗德省和滨海夏朗德省。